# Nayrab, Idlib
Nayrab, Idlib (tiếng Ả Rập: النيرب) là một ngôi làng Syria nằm ở Idlib Nahiyah ở huyện Idlib, Idlib. Theo Cục Thống kê Trung ương Syria (CBS), Nayrab, Idlib có dân số 2675 trong cuộc điều tra dân số năm 2004.